# 세속주의
세속주의(世俗主義, 영어: secularism)는 사회, 정치, 교육 등 인간 사회의 다른 영역과 종교를 명확히 분리하는 이념이다.
정치를 종교와 명확히 분리하는 정교분리 원칙은 세속주의에 포함되며 세속주의를 채택한 국가를 세속 국가라고 한다. 신권 정치와 상반되는 이념이다. 세속주의는 종교가 세상의 가치체계를 받아들여 변질되는 세속화와는 구분된다.

## 내용
세속주의는 종교의 자유를 주장함과 동시에 믿음에 관한 것들로부터 중립적인 입장에서 국가에 의한 종교적 강요로부터의 자유를 주장할 수 있고, 종교에 대해 국가적인 특권을 주지 않아야 한다는 사상을 의미한다. 즉, 인간 활동이나 정치적인 의사결정이 종교에 의해 간섭받기보다는 객관적인 증거와 사실에 기반 하여야 한다는 주장이 세속주의이다.
청교도들의 세속화에 대한 정의는 세상스러움, 세상적임으로 정의되며 허영과 자만심의 죄악과 연관을 시켰다.  즉, 하나님을 떠날 뿐만 아니라, 교회를 다니지 않는 것으로도 세속화가 된 것으로 보았다.  이것이 현대화와 맞물려서 세속화는 계몽주의와는 또 다르게 종교의 권위를 없앨 뿐 더러, 인본주의적인 성격을 띤다.

### 상대성
세속주의의 특징가운데 상대성은 절대적 진리를 부인하거나 또는 절대적인 것에 가치를 두는 것 보다 상대적인 것에 더 많은 주의와 관심을 갖는 데 있다. 미국이나 유럽사회의 종교적 가치 기준이 개인의 다양성에 의해서 각양 각색을 띠고 시간과 공간에 따라서 여러 형태로 존재하는 가운데, 절대성은 오래된 것으로 간주하고 상대적인 것을 새로운 가치관으로 보는 진보적인 형태로 보았다. 또한 이런 빈공간의 틈을 타서 사회적 매개체인 매스컴과 언론, 소셜미디어에 이르기까지 상대적인 가치가 현실성에 부합된다는 사상이 지배하게 된다. 기회의 평등과 개인의 자유를 극대화하는 것이 가치로 떠오르고, 그것이 공감대를 형성하면서 세속화는 진행된다.

## 반대/지지
세속주의 반대 세력은 보통 종교 지도자들 위주로 구성되어 있으며 세속주의가 무종교 법서사주의를 은폐한 형태라고 하는 분대도 있고, 또한 이슬람 지도자들과 교황 및 추기경들의 회의에서 세속주의와 물질주의가 세상을 점령한다고 하였다. 미국의 복음주의 기독교계의 정치세력인 기독교 우익에서도 자신들의 기독교사상을 보수적인 정치활동으로 실현하고자 함으로써 세속주의에 반대한다.
세속주의를 지지하는 자들은 세속주의는 과학의 발달 때문에 피할 수 없는 것이라고 하며 또 종교적 탄압이 없다는 주장도 있다.
일반적으로 위의 정의는 "세속화"(secularization)에 대한 정의로 세속주의와는 다른 뜻으로 본다.

## 같이 보기
- 세속국가
- 종교국가(국교)
- 터키의 세속주의